# Theoderik I (visigot)
Theoderik I var kung över visigoterna 419–451. Han var utomäktenskaplig son till Alarik I och efterträdde Wallia som kung 419. Theoderik stupade i slaget vid Katalauniska fälten 451 och efterträddes av sin son Thorismund.